# 샌 안토니오 (영화)
샌 안토니오(San Antonio)는 미국에서 제작된 데이빗 버틀러, 라울 월쉬 감독의 1945년 멜로/로맨스, 서부 영화이다. 에롤 플린 등이 주연으로 출연하였고 로버트 벅크너 등이 제작에 참여하였다.

## 출연

### 주연
- 에롤 플린
- 알렉시스 스미스

### 조연
- S.Z. 사칼
- 빅터 프란센
- 플로렌스 베이츠
- 존 리텔
- 폴 켈리
- 로버트 쉐인
- 존 앨빈
- 몬트 블루
- 로버트 바랫
- 페드로 드 코르도바
- 톰 타일러
- 에디 아커프
- 빅터 애덤슨
- 레인 챈들러
- 월리스 클락
- 존 컴프턴
- 해리 코딩
- 로버트 더들리
- 제임스 플러빈
- 프란시스 포드
- 윌리엄 굴드

## 제작진
- 미술: 테드 스미스
- 의상: 밀로 앤더슨